# Our Rights
A Our Rights Max Romeo jamaicai reggae-zenész 1988-ban megjelent lemeze.

## Számok
1. God Created Man
2. Numberless
3. From Creation
4. Him Manner of Man
5. Woe Be Unto Them
6. Jah Love
7. African Woman
8. Great Day
9. Our Rights
10. Freedom